# Psychonévrose de défense
Psychonévrose de défense (en allemand : Abwehr-Neuropsychose) est un terme employé par Sigmund Freud dans les années 1894-96 pour désigner des affections psychonévrotiques comme l'hystérie, la phobie, l'obsession ainsi que certaines psychoses comme les psychoses hallucinatoires.

## Psychonévroses

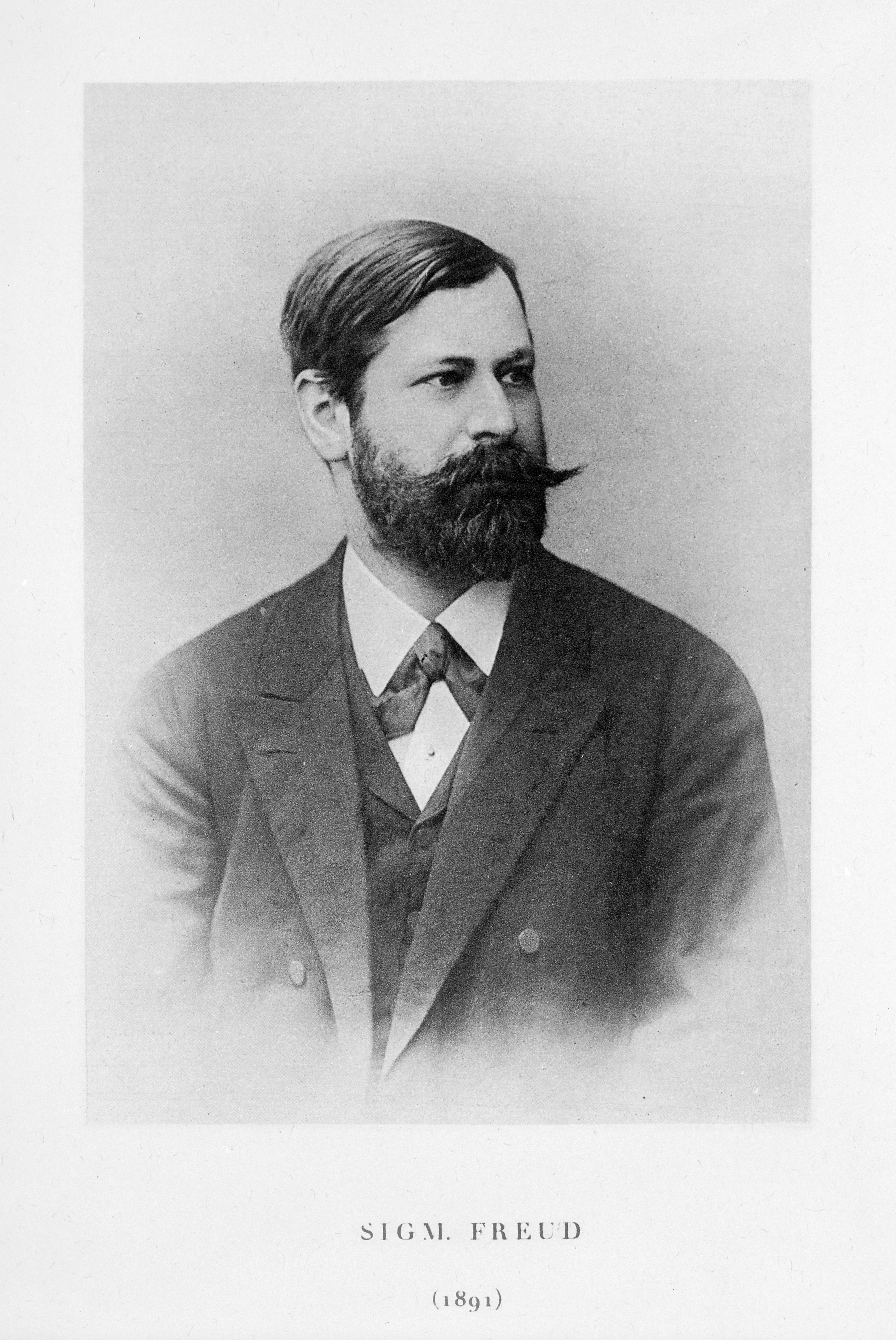
Sigmund Freud en 1891.

Les « psychonévroses », qui s'opposent aux névroses actuelles, sont les affections psychiques dont les symptômes sont « l'expression symbolique » de conflits infantiles : la catégorie regroupe les névroses de transfert et les névroses narcissiques.
Le terme de psychonévrose apparaît très tôt chez Freud, spécialement dans l'article Les psychonévroses de défense (Die Abwehr-Neuropsychosen, 1894),  dont le sous-titre explique qu'il en va d'« une théorie psychologique de l'hystérie acquise, de nombreuses phobies et obsessions, et de certaines psychoses hallucinatoires ». Dans L'hérédité et l'étiologie des névroses (1896) et La sexualité dans l'étiologie des névroses (1898), ainsi que dans les Leçons d'introduction à la psychanalyse (Vorlesungen zur Einführung in die Psychoanalyse, 1916-1917), il s'agit toujours pour Freud d'opposer le terme de psychonévrose à celui de névrose actuelle. Jean Laplanche et Jean-Bertrand Pontalis soulignent que « le terme de psychonévrose n'est pas synonyme de névrose », que d'une part, il ne recouvre pas les névroses actuelles, et que d'autre part, « il recouvre les névroses narcissiques que Freud nommera également psychoses en adoptant un usage psychiatrique qui n'a fait depuis que s'affirmer ». Laplanche et Pontalis relèvent dans l'usage psychiatrique commun une ambiguïté autour du terme de psychonévrose « comme si le radical “psycho” évoquait pour certains le terme de psychose » : il arrive, précisent ces deux auteurs, qu'« on parle de psychonévrose dans l'intention erronée d'apporter au terme de névrose une nuance supplémentaire de gravité, voire d'organicité ». D'après l'étude de Manuella de Luca sur l'ancien concept de  psychose hystérique, les recherches de psychanalystes comme Freud à la fin du XIXe siècle, qui complètent et enrichissent la compréhension dynamique de la psychose hystérique (« Dans ses premiers travaux, Freud définit la psychose hystérique comme une complication de l’hystérie »),   
vont déboucher sur la notion de psycho-névrose de défense.
D'après le Vocabulaire de la psychanalyse (à l'entrée « névrose »), au cours de l'évolution du concept de névrose dans la nosographie psychanalytique, les psychonévroses comprennent :
- 1915 : psychonévroses de transfert, psychonévroses narcissiques
- 1924 : névroses, névroses narcissiques, psychoses
- Classification contemporaine : névroses (en partie), psychoses (maniaco-dépressive, paranoïa schizophrénie)[3].

En 1915 et 1924 : les névroses actuelles ne font pas partie des psychonévroses. Dans la classification contemporaine, les névroses  actuelles se retrouvent en partie dans les psychonévroses, et sinon dans les affections psychosomatiques.

## Les psychonévroses de défense
Selon Elsa Schmid-Kitsikis, la catégorie nosographique de psychonévrose de défense, que Sigmund Freud isole en 1894 (« Les psychonévroses de défense », 1894), désigne « les affections névrotiques et psychotiques caractérisées par les relations conflictuelles qu'entretiennent l'affect et la représentation : hystérie, obsession, phobie, psychoses hallucinatoires ».

### Les psychonévroses de défense, 1894
Freud y entreprend, écrit-il, l'étude « approfondie d'un certain nombre de malades nerveux atteints de phobies et d'obsessions ». Il s'agit alors pour lui, ainsi que le cite E. Schmid-Kitsikis, d'une contribution à « la théorie de l'hystérie ou plutôt à une modification de celle-ci qui tient compte [...] d'un important caractère commun à l'hystérie et aux névroses en question ». Il y isole la notion caractéristique de la défense et ses connexions possibles avec les phobies et les obsessions.

### Nouvelles remarques sur les psychonévroses de défense, 1896
À propos des différentes formes de névrose, les observations des deux années précédentes ont renforcé la tendance de Freud, ainsi qu'il le souligne, « à faire de la défense le point nucléaire dans le mécanisme psychique des névroses ».
Selon Laplanche et Pontalis, une fois acquise l'idée que la défense a une fonction essentielle « dans toute psychonévrose », le terme psychonévrose de défense « s'efface au profit de celui de psychonévrose ».

#### Textes de référence
- Sigmund Freud, « Les névropsychoses-de-défense » (Die Abwehr-Neuropsychosen, 1894), traduction de J. Altounian et A. Bourguignon ; « Nouvelles remarques sur les névropsychoses-de-défense » (Weitere Bemerkungen über die Abwehr-Neuropsychosen, 1896), traduction de J. Altounian, A. Bourguignon, P. Cotet, J. Laplanche, Œuvres complètes de Freud / Psychanalyse vol. 3 : 1894-1899,  Paris, PUF, 1989  (ISBN 2-13-042697-2) ; 1998  (ISBN 2-13-049106-5) ; 2005  (ISBN 2-13-055206-4), p. 1-18, 121-146.
  - 1973 : « Les psychonévroses de défense », « Nouvelles remarques sur les psychonévroses de défense », première traduction française par Jean Laplanche in S. Freud, Névrose, psychose et perversion, Paris, PUF, p. 1-14, 61-81.

#### Études
- [Laplanche et Pontalis 1984] Jean Laplanche et Jean-Bertrand Pontalis, Vocabulaire de la psychanalyse, Paris, PUF, coll. « Bibliothèque de la psychanalyse », 1984 (1re éd. 1967), 523 p. (ISBN 2-13-038621-0), « névrose, psychonévrose, psychonévrose de défense », p. 267-270, 355-356.
- Manuella de Luca, « Psychose hystérique, aspects cliniques et historiques », Perspectives Psy, 2009/2 (Vol. 48), p. 149-158, [lire en ligne]
- [Quinodoz 2004] Jean-Michel Quinodoz, « Découverte de la psychanalyse. Les psychonévroses de défense, S. Freud (1894a). « Qu'il est justifié de séparer de la neurasthénie un certain complexe symptomatique sous le nom de “névrose d'angoisse” », S. Freud (1895b). « Nouvelles remarques sur les psychonévroses de défense » », dans Jean-Michel Quinodoz, Lire Freud. Découverte chronologique de l’œuvre de Freud,, Presses universitaires de France, 2004 (lire en ligne), p. 47-51.
- [Schmid-Kitsikis 2005] Elsa Schmid-Kitsikis, « psychonévrose de défense », dans Alain de Mijolla (dir.), Dictionnaire international de la psychanalyse, Hachette Littératures, 2005 (ISBN 2-0127-9145-X), p. 1398.